# بناة الأديتوم

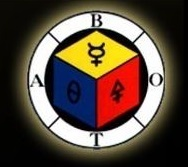

بناة الأديتوم Builders of the Adytum) B.O.T.A) مدرسة تعاليم أسرارية غربية Western mystery tradition مقرها في لوس أنجلس وهي مسجلة كمنظمة دينية غير ذات نفع تجاري معفاة من الضرائب. تأسست من طرف الدكتور بول فوستر كيس Paul Foster Case وجذورها تمتد إلى منظمة الفجر الذهبي وإلى نظام المحافل الزرقاء الماسوني.
المدرسة توسعت لاحقا على يد الدكتورة أن ديفييس Ann Davies.
التعليم لدى بناة الأديتوم يتم بالمراسلة، ويغطي المنهاج علم النفس الإيسوتيريكي، التارو الأسراري occult tarot ، حكمة القبالة الهرمسية ، الأسترولوجيا وتقنيات التأمل. تدير المدرسة كذلك عدة أنشطة طقوسية ومجموعات دراسة، بعض منها مفتوح للعامة.

## أصول التسمية
كلمة “ أديتوم“ الإغريقية تعني “الضريح الباطني“ أو “ قدس الأقداس“ و“البناة“ تحيل على الاقتداء بنجار بلدة الناصرة، يسوع ، الذي يؤمن عديد من أعضاء B.O.T.A بأنه خبير في أسرار بناء هيكل حي دون الحاجة لإعمال يديه (إنجيل مرقس الأصحاح الرابع عشر : 58 ).

## معتقدات بناة الأديتوم
“بناة الأديتوم“ ليست منظمة مسيحية خالصة، ولا هي بيهودية. المدرسة تؤمن بأن حكمة القبالة هي الأساس الميستيقي لليهودية القديمة كما المسيحية الأصلية، ذلك لا يمنع المدرسة من قبول أشخاص من جميع الديانات من ذوي النزوع الميستيقي.
بالنسبة للمنتسبين ل“بناة الأديتوم“ السبيل إلى تحقيق الوعي الأعلى، أو التنور يمر عبر دراسة نظرية ورياضة تطبيقية. تلك التعاليم، إضافة لأسرار ذات طابع تطبيقي، تشكل ما يصطلح “بناة الأديتوم“ على تسميته بالحكمة السرمدية. “سرمدية“ لإيمانهم بتنزه جوهرها عن تقلبات الأزمان. هذه الحكمة السرمدية لا ينظر إليها على أنها بالأساس نتاج العقل الإنساني، بل “خطها الله على محيا الطبيعة“، وهي هناك دوما للرجال والنساء في جميع العصور لمن استطاع قراءتها.

## الفروع الجهوية
1.شمال شرق الولايات المتحدة
2.الوسط الغربي/ الجنوب الشرقي للولايات المتحدة
3.الجنوب الغربي للولايات المتحدة / جبال الروكي
4.الشمال الغربي للولايات المتحدة
5.جنوب كاليفورنيا / أريزونا / نيفادا
6.أمريكا الجنوبية والمكسيك وكولومبيا
7.أستراليا ونيوزلندا
8.أوروبا

## مجموعات الدراسة
هذه المجموعات مفتوحة أمام الجميع وهي توفر فرص التفاعل مع أشخاص يتشاركون نفس الدراسات والممارسات الروحية. تشمل أهداف “مجموعات الدراسة“
(1) خلق محبة وانسجام أخوي. 
(2) تطوير وعي أعلى. 
(3) إدماج تعاليم ومبادئ الحكمة الأزلية في الحياة اليومية. 
(4) تعلم الاستمتاع الجماعي بفعل “الإرادة الواحدة“ (الإرادة الإلهية). 
(5) توفير “باب مفتوح“ نحو “الأسرار“ لكل من يسعى مخلصا إليها.

## الطقوس الجماعية
لقد وظفت “أشغال الطقوس الجماعية“ Group Ritual Work منذ القديم في سياق التعاليم الأسرارية الغربية كوسيلة ديناميكية لتحقيق تبصرات روحية وأخوية. هذه الأنشطة الطقوسية مفتوحة حصريا أمام المنتسبين للمدرسة، وهي تجري ُبعيد الإستبداء initiation للفضاء الداخلي للمعبد Pronaos وهو أمر يستتبع قسما بالكتمان. الغاية منها طبع الرمزية على نفسية المريد بكيفية أقوى عبر تمثيل دراماتيكي يضفي حركية على الصور الثابتة لمجموعة أوراق تارو B.O.T.A . بعد التدرج عبر المراحل الطقوسية الأولية، يمكن أن تتم دعوة أحد أعضاء B.O.T.A للالتحاق بمجموعة الطقوس Chapter ritual group (أو لا) حسب مدى أهليته.

## الوصلات الخارجية
- [ http://www.bota.org الموقع الرسمي]